# Boudewijn van Boekel
Boudewijn van Boekel (ook: Balduïnus van Bocla) was een cisterciënzermonnik en stichtte in 1197 een kleine kloostergemeenschap die na enkele jaren uitgroeide tot de Abdij van Boudelo in het Waasland.

## Levensloop
Boudewijn werd geboren in Boekel, een kleine heerlijkheid die ingesloten lag binnen Evergem. Op jonge leeftijd trad hij binnen in de Sint-Pietersabdij op de Blandijnberg in Gent. Boudewijn werd door de toenmalige abt erg gewaardeerd door zijn vroomheid en werd naar de priorij van Lewisham bij Londen gestuurd. De priorij maakte deel uit van de bezittingen van de Sint-Pietersabdij en was hen geschonken door koning Eduard de Belijder.
Omstreeks 1197 keerde Boudewijn terug en kreeg van de abt de toestemming om als kluizenaar te gaan leven op een stuk onontgonnen land in de buurt van Klein-Sinaai in het Waasland. Hij leefde er in een kleine kluizenaarswoning in het midden van de bossen en verzamelde enkele volgelingen om zich heen. Met de steun van graaf Boudewijn IX van Vlaanderen die hen geldsommen en land schonk en met behulp van pachters en boeren werd begonnen met de ontginning van de gronden.
Graaf Boudewijn van Vlaanderen liet een klooster bouwen voor de kleine gemeenschap. Hij gaf hun nieuwe stukken land in concessie waarop geen tienden dienden betaald te worden en schonk hun verder nog een molen. Het klooster werd in 1204 door de bisschop van Doornik erkend als abdij. Boudewijn van Boekel werd de eerste abt van de Abdij van Boudelo en droeg met zijn gemeenschap bij tot de ontwikkeling van de landbouw in de streek. Hij stierf omstreeks 1205.
Boudewijn van Boekel wordt vereerd als heilige en zijn feestdag is op 16 oktober. Het levensverhaal van Boudewijn werd gepubliceerd door Antonius Sanderus.